# Боченс, Энн
Энн Бо́ченс (англ. Anne Bauchens; 2 февраля 1882, Сент-Луис, Миссури, США — 7 мая 1967, Вудленд-Хиллз, Калифорния, США) — американский монтажёр, известная прежде всего своим более чем 40-летним сотрудничеством с режиссёром Сесилом Б. ДеМиллем.

## Карьера
Боченс была обучена монтажному делу ДеМиллем и впервые поработала с ним над фильмом «Кармен». До 1918 года ДеМилль монтировал, а также снимал свои фильмы. После выхода фильмов «Кармен» и «Мы не можем иметь всё» (1918), Боченс начала монтировать фильмы сама, без дуэта с ДеМиллем. Она монтировала фильмы ДеМилля всю оставшуюся долгую карьеру вплоть до фильма «Десять заповедей» 1956 года. После того, как в 1934 году премия «Оскар» ввела новую номинацию «Лучший монтаж» и Боченс стала одной из трёх номинантов за монтаж фильма «Клеопатра». Позднее она получила премию «Оскар» за «Северо-западную конную полицию» (1940) и стала первой женщиной, выигравшей «Оскар» в этой категории. Она снова была номинирована на премию «Оскар» за монтаж фильмов дважды. В общей сложности Боченс приписывают монтаж 41 фильма режиссёра ДеМилля и 20 фильмов с других режиссёрами.